# Kabinett Krivokapić
Das Kabinett Krivokapić bildete ab dem 4. Dezember 2020 die Regierung von Montenegro im Nachgang zu den Parlamentswahlen vom 30. August 2020. Am 4. Februar 2022 wurde die Regierung durch ein Misstrauensvotum im Parlament abgesetzt, blieb aber zunächst kommissarisch im Amt. Am 28. April 2022 trat Dritan Abazović sein Amt als neuer Premierminister an.
| Name                                 | Amt/Ressort                                                             | Partei     | Wahlbündnis | Foto |
| ------------------------------------ | ----------------------------------------------------------------------- | ---------- | ----------- | ---- |
| Zdravko Krivokapić                   | Premierminister Beauftragter für Allgemeine Angelegenheiten             | unabhängig | Za          |      |
| Dritan Abazović                      | Stellvertretender Premierminister Beauftragter für Nationale Sicherheit | URA        | URA         |      |
| Vladimir Leposavić bis 17. Juni 2021 | Minister für Justiz, Menschen- und Minderheitenrechte                   | unabhängig | –           |      |
| Sergej Sekulović                     | Minister für Justiz, Menschen- und Minderheitenrechte                   | unabhängig | URA         |      |
| Sergej Sekulović                     | Innenminister                                                           | unabhängig | URA         |      |
| Olivera Injac                        | Verteidigungsministerin                                                 | unabhängig | URA         |      |
| Tamara Srzentić                      | Ministerin für öffentliche Verwaltung, Digitales und Medien             | unabhängig | –           |      |
| Đorđe Radulović                      | Außenminister                                                           | unabhängig | –           |      |
| Vesna Bratić                         | Ministerin für Bildung, Wissenschaft, Kultur und Sport                  | unabhängig | Za          |      |
| Milojko Spajić                       | Minister für Finanzen und Soziales                                      | unabhängig | Za          |      |
| Jakov Milatović                      | Minister für wirtschaftliche Entwicklung                                | unabhängig | –           |      |
| Mladen Bojanić                       | Minister für Kapitalinvestitionen                                       | unabhängig | –           |      |
| Jelena Borovinić                     | Gesundheitsministerin                                                   | unabhängig | Za          |      |
| Ratko Mitrović                       | Minister für Umwelt, Raumplanung und Urbanismus                         | unabhängig | Za          |      |
| Aleksandar Stijović                  | Minister für Land-, Forst- und Wasserwirtschaft                         | unabhängig | –           |      |